# Lăzarea, țărmul prieteniei
Lăzarea, țărmul prieteniei este un film românesc din 1980 regizat de Nicolae Cabel.